# 4 Canum Venaticorum
4 Canum Venaticorum este o stea din constelația Câinilor de Vânătoare.